# David Frith (cầu thủ bóng đá)
David Frith là một cầu thủ bóng đá thi đấu ở vị trí hậu vệ cho Blackpool, Tranmere Rovers và Fleetwood.